# Natmauk
Natmauk är en kommun i Myanmar.   Den ligger i regionen Magwayregionen, i den centrala delen av landet, 110 km nordväst om huvudstaden Naypyidaw. Antalet invånare är 234 471.